# Paprika Steen
Paprika Steen (sinh năm 1964) là một nữ diễn viên kiêm đạo diễn điện ảnh  Đan Mạch, được biết đến nhiều trong vai diễn ở các phim Festen, The Idiots và Open Hearts. Steen là nữ diễn viên Đan Mạch đầu tiên – sau nữ diễn viên Karin Nellemose năm 1949 – đã đoạt cả giải Robert cho nữ diễn viên chính xuất sắc nhất (phim Okay) và giải Robert cho nữ diễn viên phụ xuất sắc nhất (phim Open Hearts) trong cùng một năm.

## Tiểu sử
Paprika Steen sinh ngày 3.11.1964 tại thành phố Frederiksberg, Đan Mạch, là con gái của nhạc sĩ kiêm chỉ huy dàn nhạc Niels Jørgen Steen và nữ diễn viên Avi Sagild. Cô là chị của nhạc sĩ kiêm nam diễn viên Nikolaj Steen. Steen học diễn xuất tại trường kịch nghệ Odense từ năm 1988 tới năm 1992. Cô diễn các vở kịch của Dr. Dante và cộng tác với Nhà hát Hoàng gia Đan Mạch từ năm 1997. Cùng năm, cô viết kịch bản và diễn xuất trong loạt phim truyền hình trào phúng Lex và Klatten. Năm 1998, Steen tham gia tích cực vào phong trào phim Dogme 95 trong phim đầu của đạo diễn Lars von Trier: The Idiots, phim Festen của Thomas Vinterberg, và phim Mifune's Last Song của Søren Kragh-Jacobsen.
Năm 2000, lần đầu Steen đoạt giải Bodil cho nữ diễn viên phụ xuất sắc nhất trong phim Den eneste ene (The One and Only). Năm 2002, Steen đoạt giải Bodil, giải Robert và Giải thưởng lớn của Ban Giám khảo Viện phim Mỹ cho vai diễn chính trong phim Okay. Cùng năm, cô cũng đoạt cả giải Bodil và giải Robert cho vai diễn phụ trong phim Elsker dig for evigt (Open Hearts).
Ngày 13.7.2009, Steen đã đoạt giải Liên hoan phim quốc tế Karlovy Vary cho nữ diễn viên chính xuất sắc nhất trong phim Applause của đạo diễn Martin Zandvliet sản xuất năm 2009.
Năm 2004 Steen bắt đầu làm đạo diễn phim bi hài Lad de små børn... (Aftermath) nói về chấn thương tình cảm của một cặp vợ chồng trẻ sau cái chết của đứa con gái của họ. Phim này đã nhận được các giải thưởng của các Liên hoan phim quốc tế như "Lübeck Nordic Film Days" và "Film by the Sea International Festival". Năm 2007, Steen đạo diễn phim With Your Permission (Til døden os skiller), phim thứ hai của chị.
Paprika Steen kết hôn với nhà sản xuất phim Mikael Rieks.

## Danh sách phim tham gia

### Nữ diễn viên
- Den forsvundne fuldmægtig (1971)
- Rami og Julie (1988)
- Sort høst (1993)
- Tre små historier (1993)
- Frække Frida og de frygtløse spioner (1994)
- Frihedens skygge (1994)
- Kun en pige (1995)
- De største helte (1996)
- Hannibal & Jerry (1997)
- Festen (1998)
- Kirikou et la sorcière (1998)
- Idioterne (1998)
- Den lille ridder (1999)
- Den eneste ene (1999)
- Solen er så rød (1999)
- Stuart Little (1999)
- Mifunes sidste sang (1999)
- Max (2000)
- Help! I'm a Fish (2000)
- Prop & Berta (2001)
- Okay (2002)
- Elsker dig for evigt (2002)
- Stuart Little 2 (2002)
- Drengen der ville gøre det umulige (2002)
- Stealing Rembrandt (2003)
- Adams æbler (2005)
- Snart kommer tiden (2006)
- Vikaren (2007)
- Meet the Robinsons (2007)
- De unge år: Erik Nietzsche sagaen del 1 (2007)
- Den du frygter (2008)
- Applause (2009)

### Loạt phim truyền hình
- Frihetens skugga (miniserie) (1994)
- TV-Ansjosen (1995)
- Jeg ville ønske for dig (1995)
- Juletestamentet (julekalender) (1995)
- Lex & Klatten (1997)
- Edderkoppen (miniserie) (2000)
- Forsvar (2003)
- De Drabbade (2003)
- Mikkel og Guldkortet (julekalender) (2008)
- Om ett hjärta (miniserie) (2008)
- Der Kommissar und das Meer (2006-2009)

### Phim hoạt hình
- Hjælp! Jeg er en fisk - Moderen (2000)
- Prop og Berta - Berta (2000)
- Drengen der vil gøre det umulige - Hunbjørn (2002)
- Min skøre familie Robinson - Mille (2007)

### Đạo diễn
- Lad de små børn... (DK, 2004)
- Til døden os skiller (DK, 2007)